# 福格·艾伦
福里斯特·克莱尔·“福格”·艾伦（Forrest Clare "Phog" Allen，1885年11月18日—1974年9月16日），美国大学篮球教练，被称为“篮球教练之父”，曾执教于堪萨斯大学、贝克大学、哈斯克尔学院和沃伦斯堡师范学院的篮球队。
1959年，艾伦入选篮球名人堂。